# Clifton (Teksas)
Clifton – miasto w Stanach Zjednoczonych, w stanie Teksas. Stanowi największy ośrodek miejski w hrabstwie Bosque i leży nad rzeką Bosque. Miasteczko jest czasem określane mianem „Norweskiej Stolicy Teksasu”, a 3,5% jego mieszkańców deklaruje pochodzenie norweskie (dane z 2023).

## Geografia
Clifton położone jest w centralnej części hrabstwa Bosque, w odległości około:
- 62 kilometrów (39 mil) na północny zachód od Waco.
- 156 kilometrów (97 mil) na południowy zachód od Dallas.
- 192 kilometrów (119 mil) na północ od Austin.